# 슈퍼올가니즘
슈퍼올가니즘(Superorganism)은 2017년 초 결성된 인디 팝 밴드이다. 8인조 혼성 다국적 음악 그룹으로, 보컬은 일본인 여성인 오로노(Orono)이다. 이외 나머지 멤버들은 미국, 대한민국, 런던, 오스트레일리아, 뉴질랜드 출신이다. 2017년 싱글 "Something For Your M.I.N.D."로 이름을 알리기 시작했다. BBC 사운드 오브 2018 리스트에 노미네이트되었다.

## 음반 목록
- Superorganism (2018)